# León Viejo
León Viejo hay León cổ là một tàn tích nơi vị trí ban đầu của thành phố León. Ngày nay nó là một phần của thị trấn Puerto Momotombo của thành phố La Paz Centro, tỉnh León, Nicaragua. Nó được quản lý bởi Viện Văn hóa Nicaragua.
León Viejo được thành lập vào ngày 15 tháng 6 năm 1524 bởi nhà chinh phục người Tây Ban Nha Francisco Hernández de Córdoba, người đã bị xử trảm ở Quảng trường chính của thị trấn vào năm 1526 bởi thống đốc Nicaragua Pedro Arias Dávila. Được định cư bởi những người thực dân Tây Ban Nha, León Viejo ban đầu có dân số bản địa khoảng 15.000 người và nó nằm trên bờ tây nam của hồ Managua, phía nam núi lửa Momotombo. Khu vực này phải hứng chịu hoạt động núi lửa thường xuyên, đỉnh điểm là các trận động đất năm 1594 và 1610. Thành phố không bị phá hủy bởi trận động đất năm 1610, tuy nhiên do thiệt hại về cơ sở hạ tầng và các hoạt động địa chấn, những người định cư đã tổ chức một cuộc trưng cầu dân ý và quyết định di dời thành phố đến vị trí hiện tại, nằm cách khoảng 30 kilômét (20 mi) về phía tây. Thành phố cổ sau đó đã dần bị chôn vùi bởi tro và đá núi lửa của Momotombo, và bởi trầm tích hồ Managua. Tàn tích của León Viejo được phát hiện vào năm 1967 và các cuộc khai quật bắt đầu sau đó cho thấy thành phố có bố cục tương tự như các thành phố khác ở châu Mỹ vào thời điểm đó, được bố trí trên một hệ thống lưới với một cấu trúc hình vuông chính nằm ở trung tâm. León Viejo có kích thước khoảng 800x500 mét. Xung quanh Quảng trường chính và trên các đường phố xung quanh, 16 tàn tích đã được khôi phục một phần.
Thành phố có ba tu viện là "La Merced", "San Pedro" và "San Francisco", vẫn hoạt động cho đến tháng 10 năm 1559. Các tàn tích của La Merced và San Pedro đã được xác định, tuy nhiên chúng đã bị hư hại nhiều do thiên tai qua nhiều năm. Vào tháng 5 năm 1982, cơn bão nhiệt đới Alleta đã làm hư hại các bức tường của thành phố. Vào tháng 10 năm 1988, cơn bão Joan đã gây ra những thiệt hại mới cho khu di tích, và vào tháng 10 năm 1998, cơn bão Mitch đã gây ảnh hưởng ước tính khoảng 40% cho di tích này, làm hư hại một số ngôi nhà, tu viện La Merced và La Fortaleza.
León Viejo là thành phố thuộc địa thế kỷ 16 duy nhất ở châu Mỹ chưa từng bị thay đổi quy hoạch thành phố trong suốt lịch sử của nó. Thực tế này là lập luận chính trong đệ trình UNESCO khi nó được công nhận là Di sản thế giới vào năm 2000.